# 稲子駅
稲子駅（いなこえき）は、静岡県富士宮市下稲子にある、東海旅客鉄道（JR東海）身延線の駅である。

## 歴史
- 1929年（昭和4年）8月15日：富士身延鉄道の駅として開設。旅客・貨物取扱開始[1][2]。
- 1938年（昭和13年）10月1日：富士身延鉄道を鉄道省（国鉄の前身）が借上げ[1][2]。
- 1941年（昭和16年）5月1日：国有化、鉄道省身延線の駅となる[1]。
- 1961年（昭和36年）10月1日：貨物取扱廃止[2]。
- 1972年（昭和47年）9月20日：荷物扱い廃止[2]。
- 1973年（昭和48年）10月1日：駅員無配置駅となる[3]。
- 1987年（昭和62年）4月1日：国鉄分割民営化に伴い、JR東海が継承[1][2]。

## 駅構造
単式ホーム1面1線を有する地上駅。線路はほぼ北西から南東に走り、ホームは北東に設けられている。側線が1本あり、構内芝川方で本線から南側に分岐し、十島方面に進んだ後、駅十島方にある稲子踏切手前で途切れている。
駅舎は駅構内十島寄りでホームに接して建てられている。1990年代までは開業以来の木造駅舎が残っていたが、他無人駅と同時期に建替えられた。現在の駅舎はコンクリート打ち放し一階建ての至って小さな建物で、内部には人が数人入れる待合所があるのみとなっている。無人駅で自動券売機の設置はなく、当駅で切符を購入することは出来ない。富士宮駅が当駅を管理している。

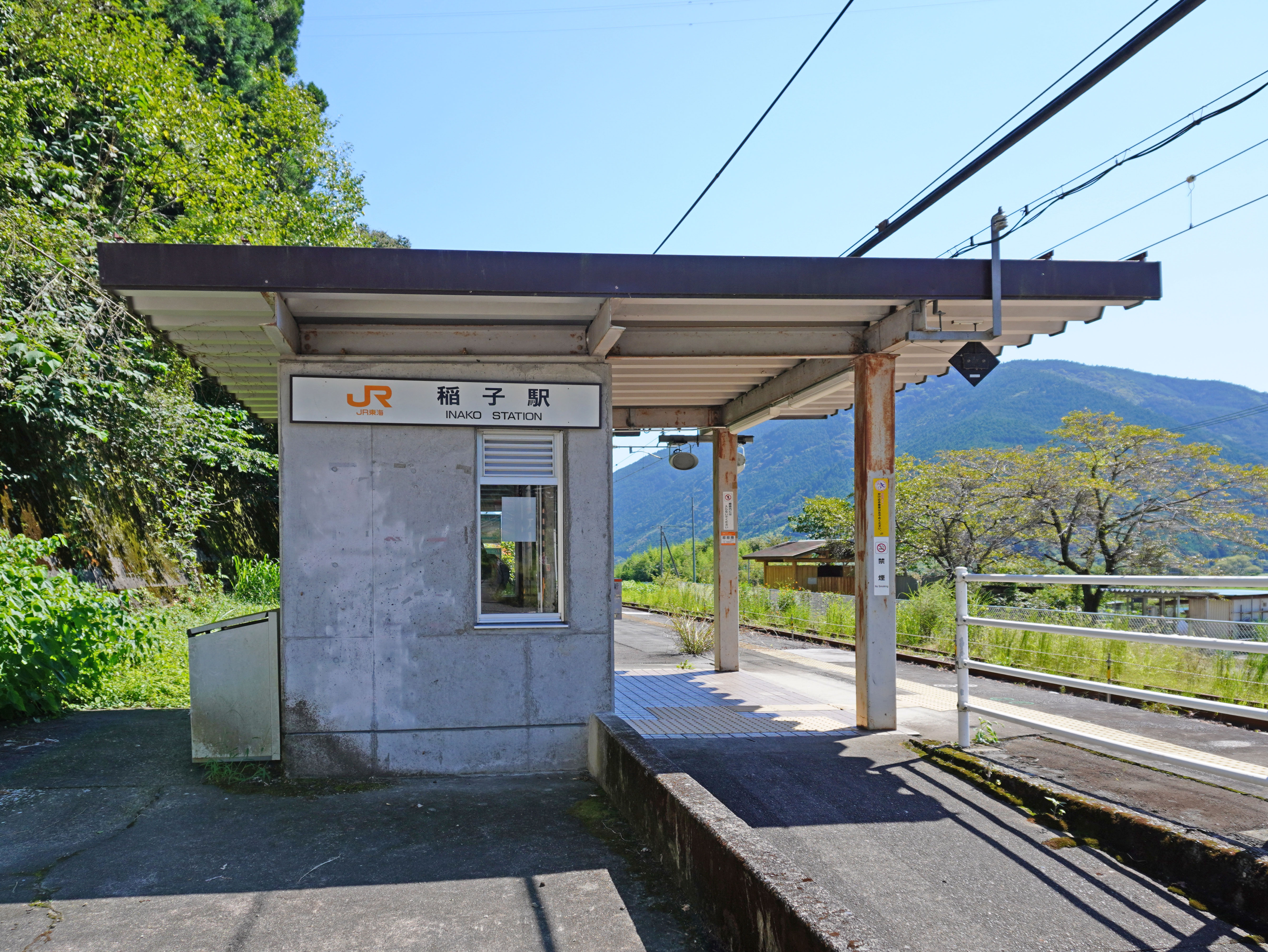
駅出入口（2022年9月）
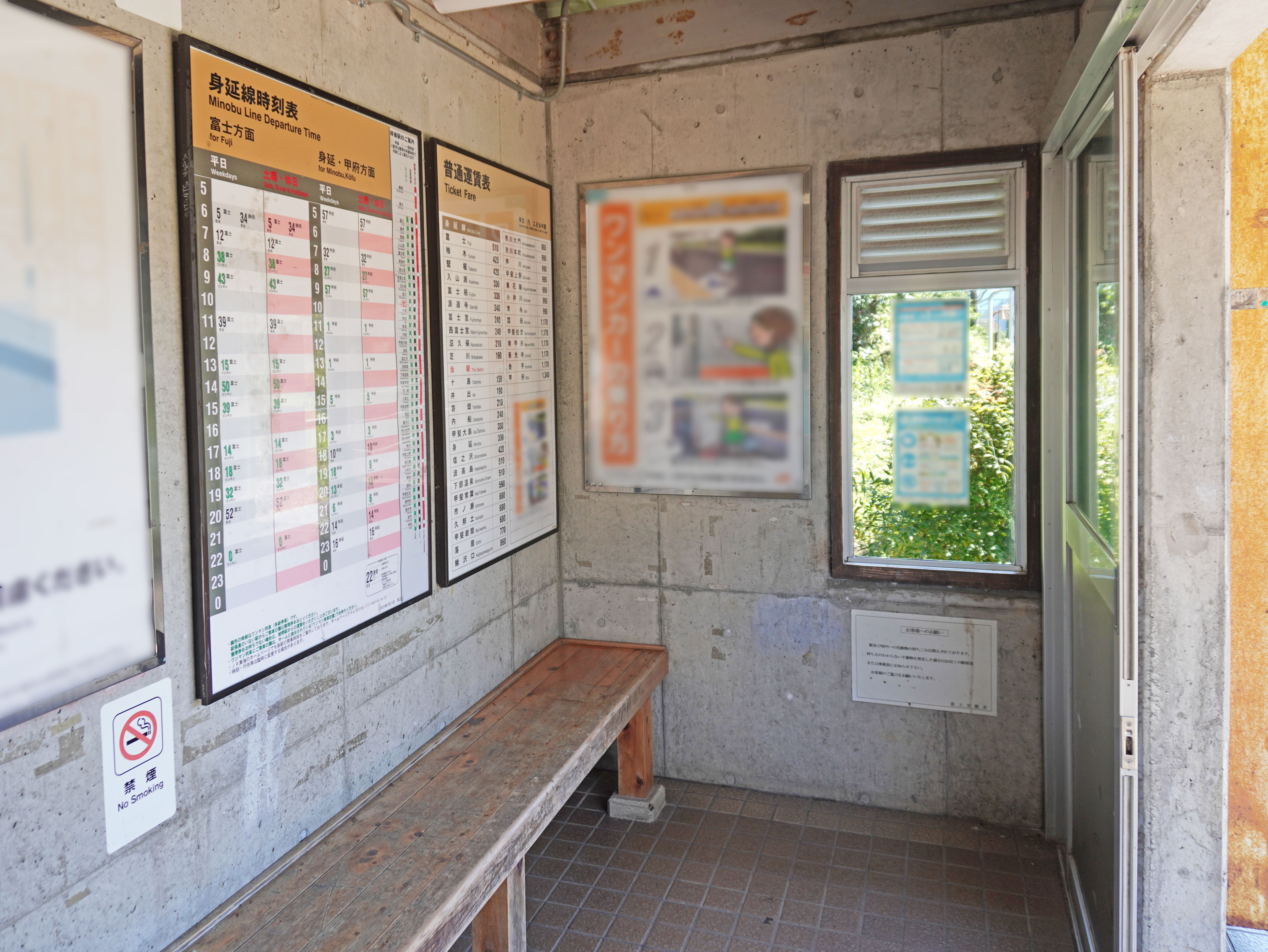
待合所（2022年9月）

## 利用状況
「富士宮市の統計」「静岡県統計年鑑」によると、2021年度（令和3年度）の1日平均乗車人員は9人である。
1993年度（平成5年度）以降の推移は以下の通り。なお、2001年度（平成13年度）- 2009年度（平成21年度）の統計は非公表である。
| 乗車人員推移       | 乗車人員推移     | 乗車人員推移 |
| 年度               | 1日平均 乗車人員 | 出典         |
| ------------------ | ---------------- | ------------ |
| 1993年（平成05年） | 98               | [ 5 ]        |
| 1994年（平成06年） | 99               | [ 5 ]        |
| 1995年（平成07年） | 96               | [ 5 ]        |
| 1996年（平成08年） | 107              | [ 5 ]        |
| 1997年（平成09年） | 100              | [ 5 ]        |
| 1998年（平成10年） | 93               | [ 5 ]        |
| 1999年（平成11年） | 87               | [ 5 ]        |
| 2000年（平成12年） | 81               | [ 5 ]        |
| 2001年（平成13年） | 非公表           | [ 5 ]        |
| 2002年（平成14年） | 非公表           | [ 5 ]        |
| 2003年（平成15年） | 非公表           | [ 5 ]        |
| 2004年（平成16年） | 非公表           | [ 5 ]        |
| 2005年（平成17年） | 非公表           | [ 5 ]        |
| 2006年（平成18年） | 非公表           | [ 5 ]        |
| 2007年（平成19年） | 非公表           | [ 5 ]        |
| 2008年（平成20年） | 非公表           | [ 5 ]        |
| 2009年（平成21年） | 非公表           | [ 5 ]        |
| 2010年（平成22年） | 17               | [ 5 ]        |
| 2011年（平成23年） | 13               | [ 5 ]        |
| 2012年（平成24年） | 12               | [ 5 ]        |
| 2013年（平成25年） | 12               | [ 5 ]        |
| 2014年（平成26年） | 11               | [ 5 ]        |
| 2015年（平成27年） | 8                | [ 5 ]        |
| 2016年（平成28年） | 7                | [ 5 ]        |
| 2017年（平成29年） | 8                | [ 4 ] [ 5 ]  |
| 2018年（平成30年） | 8                | [ 4 ] [ 5 ]  |
| 2019年（令和元年） | 8                | [ 4 ] [ 5 ]  |
| 2020年（令和02年） | 6                | [ 4 ] [ 5 ]  |
| 2021年（令和03年） | 9                | [ 4 ] [ 5 ]  |

## 駅周辺
下稲子の集落にある静かな駅で、周辺には商店や食堂が数軒ある。この辺りの富士川は大きく蛇行しており、十島駅との間の身延線にはトンネルが二つある。
稲子川が富士川に注ぐ地点が近く、十島駅付近から身延線に沿って来た国道469号は当駅近くで進路を変え、以後は稲子川を遡って行く。身延線の線路が駅の甲府方ですぐ渡るのが八幡沢（やっぱたざわ）で、この沢は駅のすぐ下手で稲子川に注いでいる。
広い河川敷を挟んだ対岸には橋上の集落があるが富士川を渡る橋が無いため当駅からは不便である。
駅周辺の主要なスポットとしては新稲子川温泉（ユートリオ）、稲子川温泉、稲子聖観音、天子七滝、平維盛のものとされる墓、飛図温泉、桜峠等がある。

### バス路線
「稲子駅」停留所にて、宮バスの路線が発着する。
- 宮12香葉台線：上稲子落合 / 芝川会館 ※平日土曜3本のみ運行、日祝日と年末年始は運休。

## 隣の駅
東海旅客鉄道（JR東海）
CC 身延線
芝川駅 - 稲子駅 - 十島駅